# 支部図書館
支部図書館（しぶとしょかん）は、複数の図書館からなる図書館組織体のうち、中央館あるいは本館と呼ばれる中枢的な館の支部に位置付けられる図書館のこと。
この用語は、英語のブランチ・ライブラリー（branch library）の訳語であると考えられるが、日本の図書館では英語でいうブランチ・ライブラリーにあたる館を「分館」と称するのが一般的である。数少ない使用例として、国立国会図書館がある。

## 国立国会図書館の支部図書館
国立国会図書館の支部図書館は、国会図書館の支部としての性格を有する図書館として、国会図書館やその他の国の機関が設置する図書館で、国立国会図書館法第3条により、中央の図書館とともに国会図書館を構成する要素とされる。
国会図書館以外の機関（各省庁や最高裁判所）が置く支部図書館は、国会図書館ではなく各設置機関が運営するが、法制上国立国会図書館の支部とされている。立法府に属する国会図書館が行政・司法各部門に支部を置く支部図書館制度は、三権の枠組みを越えて国の図書館をひとつの組織体とする構想のもとに作られたもので、世界でもきわめて珍しい制度と言われ、国立国会図書館のもつ大きな特色のひとつとなっている。

### 国際子ども図書館と東洋文庫
現在、国立国会図書館が置く支部図書館として、国立国会図書館法第22条を設置の根拠とする国際子ども図書館がある。組織上は国会図書館の内部部局に準じ、中央の図書館の分館として運営されている。戦前の日本唯一の国立図書館であった帝国図書館が国会図書館に移管されて誕生した国立国会図書館支部上野図書館が2000年に改組して開館したものであり、国立国会図書館が納本制度を通じて収集した国内のあらゆる出版物のうち、主として児童書を分担して所蔵、公開している。
なお、国立国会図書館と財団法人東洋文庫との契約に基づき、長く支部東洋文庫が置かれていたが、2009年3月31日に支部契約が終了して支部東洋文庫は廃止された。東洋学専門の図書館兼研究所である財団法人東洋文庫のうち、その図書館業務部門の一部が国立国会図書館の支部として運営されていた。東洋文庫の施設及び資料は財団法人東洋文庫の所有であり、実際には財団法人東洋文庫の施設内に国立国会図書館支部東洋文庫が付設された形になっていた。

### 行政・司法各部門の国立国会図書館支部図書館

#### 構成
行政・司法各部門の図書館は、裁判所法第14条の3に基づいて置かれる最高裁判所図書館と、国立国会図書館法の規定により行政各部門に置かれる支部図書館及びその職員に関する法律第1条の表にあげられた26館の合計27館である（右表及び国立国会図書館公式ホームページ参照）。
また、省庁の特別の機関等に置かれている図書室等が所属省庁の支部図書館の分館として国会図書館の支部図書館に指定されたものも6館存在する。
いずれも、行政の各府省庁と最高裁判所のそれぞれに設置されている官庁内図書館を法令によって国会図書館の支部に指定したものである。

#### 機能
行政・司法各部門の各図書館は、所属機関の業務上必要な資料を収集し所蔵する専門図書館であり、主として所属する機関の職員に対して図書館サービスを行っている。またこれらの多くは、図書館長が認めた者という条件において、一般の国民に対しても資料を公開している。
これらの図書館は国立国会図書館法上定められた国会図書館の行政・司法に対するサービスを行うための図書館として位置付けられ、それぞれは各所属機関の特色に応じた資料を所蔵する専門的な図書館となり、国立国会図書館の重要な構成要素となることが制度上期待されている。また国会図書館の中央館と各支部図書館は支部図書館制度のもとで協力関係を結んでおり、例えば各機関の職員は支部図書館を通じて国会図書館や他の支部図書館の所蔵資料を借り出したりコピーを取り寄せたりすることができる。

#### 組織と運営
各機関において国立国会図書館支部図書館の事務を担当する部署は、各機関の組織令等で定められている。組織の規模は図書館の規模に応じて部、課、室、係など様々である。
各図書館に置かれる支部図書館長は、国立国会図書館長が国立国会図書館連絡調整委員会の委員の推薦に基づいて任命する。支部図書館長は、各機関においては支部図書館の事務を担当する部署を所管する課長・室長級あるいは課長補佐級の職員が任命される例であり、各支部図書館長は専任あるいは兼任により図書館長としての事務を行っている。
図書館の予算と人員は、それぞれの所属機関の予算と人員が配属されるが、国立国会図書館法により、各機関の予算に国会図書館支部名目の庁費を費目として立てること（18条）、図書館専任の職員を任命すること（19条）が定められている。